# Neu-Seeland
Neu-Seeland là một đô thị thuộc huyện Oberspreewald-Lausitz, bang Brandenburg, Đức.